# Nové Dvory u Velké Losenice
Nové Dvory (deutsch Neuhof) ist eine Gemeinde in Tschechien. Sie liegt fünf Kilometer östlich von Přibyslav und gehört zum Okres Žďár nad Sázavou.

## Geographie
Nové Dvory befindet sich südwestlich der Saarer Berge auf einem Höhenrücken in der Böhmisch-Mährischen Höhe über den Tälern der Sázava und des Losenický potok. Östlich erhebt sich der Merk (566 m). Durch Nové Dvory führt die Staatsstraße I/19 zwischen Přibyslav und Žďár nad Sázavou. Südlich verläuft entlang der Sázava die Eisenbahnstrecke von Havlíčkův Brod nach Žďár nad Sázavou; einen reichlichen Kilometer südwestlich liegt an der Červený Mlýn die Bahnstation Nížkov.
Nachbarorte sind Pořežín im Norden, Velká Losenice im Nordosten, Samotín, Šlakhamry, Najdek und Sázava im Osten, Huťský Dvůr, Kopaniny und Rosička im Südosten, Nížkov und Buková im Süden, Olešenka im Südwesten, Ronov nad Sázavou im Westen sowie Ovčín und Hřiště im Nordwesten.

## Geschichte
Die erste schriftliche Erwähnung des Dorfes erfolgte 1444, als ein Peter
Thalafusk von Neuhof in Skrýšov und Janovice als Zeuge auftrat. Alten Überlieferungen zufolge soll sich an der Sázava zuvor ein Herrenhof befunden haben, der bei einem Hochwasser weggerissen wurde. Daraufhin sollen oberhalb des Tales ein neuer Hof und eine Ansiedlung errichtet worden sein. Ab 1783 wurde in Neuhof Schulunterricht abgehalten. 1819 lebten in den 36 Häusern des Dorfes 221 Menschen. Im Jahre 1837 begann der Bau eines Schulhauses für eine einklassige Dorfschule. Bis 1848 gehörte Nové Dvorý zur Herrschaft Polna.
Nach der Aufhebung der Patrimonialherrschaften bildete České Nové Dvory/Neuhof ab 1850 eine Gemeinde im politischen Bezirk Deutschbrod. 1855 wurde die Gemeinde dem Bezirk Primislau und 1868 dem Bezirk Polna zugeordnet. Ab 1884 gehörte das Nové Dvory zum Bezirk Chotěboř. 1898 erfolgte südlich des Dorfes der Eisenbahnbau. Zwischen 1940 und 1945 war Neuhof Teil des Bezirkes Neustadtl und kam nach Kriegsende zu Chotěboř zurück. 1949 wurde Nové Dvory dem Okres Žďár nad Sázavou zugeordnet. 1960 erfolgte die Eingemeindung nach Velká Losenice. Seit 1992 besteht die Gemeinde wieder. Nové Dvorý besteht heute aus 84 Wohnhäusern.

## Gemeindegliederung
Für die Gemeinde Nové Dvory sind keine Ortsteile ausgewiesen.

## Sehenswürdigkeiten
- Kapelle der Jungfrau Maria, erbaut 1901 vom Baumeister Pecháček aus Přibyslav
- Reste der Burg Ronov, westlich des Dorfes in einer Flussschleife der Sázava
- Červený Mlýn, Wassermühle an der Sázava
- Marterl am Hügel Merk
- Alte Feste, am Losenický potok, nördlich des Dorfes